# Éric Cantona
Éric Daniel Pierre Cantona (Marseille, 24 mei 1966) is een Frans acteur en voormalig profvoetballer. Hij beëindigde zijn voetballoopbaan bij Manchester United, waar hij (in vijf seizoenen) vier Engelse landstitels en twee keer de FA Cup won. Cantona wordt gezien als een belangrijke speler in de terugkeer van Manchester United als voetbalgrootmacht. In 2000 werd hij verkozen tot speler van de eeuw van de club en hij staat daar nog steeds bekend als "Eric the King".

## Biografie

### Frankrijk
Cantona begon zijn loopbaan bij AJ Auxerre, nadat hij door Olympique Marseille te licht bevonden werd. Hier werd Cantona gevormd door Guy Roux en hij debuteerde in november 1983 in de Franse D1. Al vanaf het begin stond hij bekend als een speler die makkelijk zijn zelfbeheersing verloor. Cantona kon zijn draai niet vinden bij Auxerre, miste de cultuur en het warme weer in het zuiden en werd verhuurd aan Martigues. Daar voelde Cantona zich lekker in zijn vel en presteerde zeer goed. Hierdoor werd hij teruggehaald naar Auxerre en hij veroverde daar een basisplaats. Hij draaide een prima seizoen en werd in augustus 1987 opgeroepen voor het Franse nationale elftal, en maakte zijn debuut op 12 augustus van dat jaar in de vriendschappelijke uitwedstrijd tegen West-Duitsland, die met 2-1 werd verloren (door twee treffers van Rudi Völler). Cantona nam vlak voor rust de enige Franse treffer voor zijn rekening. Tevens won hij met Jong-Frankrijk in 1988 het Europees kampioenschap.
Door het goede spel van de jonge Cantona kocht Olympique Marseille de speler voor de recordsom van 22 miljoen francs. Hoewel zijn debuut bij Marseille geweldig was, werd hij niet meer opgeroepen voor het Franse elftal. Nadat Cantona de Franse bondscoach Henri Michel beledigde, volgde er een schorsing van een jaar bij het Franse elftal. Zijn prestaties bij Marseille werden ook minder en tijdens een vriendschappelijke wedstrijd tegen Torpedo Moskou, toen hij werd gewisseld, verscheurde hij zijn shirt en gooide het weg. De club schorste hem voor een maand.
Cantona werd verhuurd aan Girondins de Bordeaux en daarna aan Montpellier, waar hij de Coupe de France won. Daarna keerde hij voor het seizoen 1990-1991 kort terug bij Marseille, maar werd het seizoen daarop vervolgens verkocht aan Nîmes. Daar gooide hij een keer de bal naar de scheidsrechter en werd door de Franse bond voor een maand geschorst. Na beledigingen te hebben geuit richting de bond werd deze schorsing met een maand verlengd. Cantona besloot hierop te stoppen met voetbal.

### Engeland
Zijn fans wisten hem echter over te halen terug te keren en hij ging naar Engeland. Hij speelde een proefperiode bij Sheffield Wednesday, maar kwam vanaf februari 1992 voor de rest van het lopende seizoen bij Leeds United uit. De club won in dat seizoen de toenmalige First Division, de huidige Premier League. Cantona was een van de dertien buitenlandse voetballers die in actie kwamen op de allereerste speeldag van de Premier League op 15 augustus 1992. De anderen waren Jan Stejskal, Andrej Kantsjelskis, Ronny Rosenthal, Roland Nilsson, Peter Schmeichel, Hans Segers, John Jensen, Anders Limpar, Gunnar Halle, Craig Forrest, Michel Vonk en Robert Warzycha.
Doordat Howard Wilkinson, zijn manager bij Leeds, voortdurend roteerde met het oog op de wedstrijden van Leeds in UEFA Champions League 1992/93, begon Cantona op voet van oorlog met Wilkinson te leven. Cantona werd in het najaar van 1992 soms flagrant gepasseerd in competitiecontext, hoewel de Fransman het jaar ervoor nog essentieel was in het winnen van de landstitel. Cantona nam de volgens hem vreemde keuzes van Wilkinson daarom niet in dank af. In november 1992 ging Cantona voor nog geen 2 miljoen dollar naar Manchester United. De club had door een blessure van Dion Dublin en de verkoop van Mark Robins een probleem met het scoren van doelpunten. Cantona scoorde niet alleen goals, maar gaf ook kansen aan andere spelers. Manchester United won meteen weer prijzen.

#### Karatetrap
In januari 1995 kwam Cantona in een slecht daglicht te staan toen hij in een uitwedstrijd bij Crystal Palace een karatetrap uitdeelde aan een fan van Crystal Palace die hem uitschold nadat Palace-rechtsachter Richard Shaw de hele wedstrijd intensief mandekking toepaste op de Fransman. Cantona was gefrustreerd en een daaropvolgend opstootje tussen Shaw en Cantona liep uit de hand. Hij werd door de Engelse bond voor negen maanden geschorst, wat er onder meer voor zorgde dat Manchester de landstitel niet won. Cantona gaf daarop een persconferentie waarin hij de Engelse pers beschuldigde van zoeken naar sensatie. "Als meeuwen een trawler volgen, denken ze dat er weldra sardienen in zee worden gegooid", aldus een cryptische Cantona.
Na zijn terugkeer was Cantona meteen weer belangrijk voor de club.

### Nevencarrière

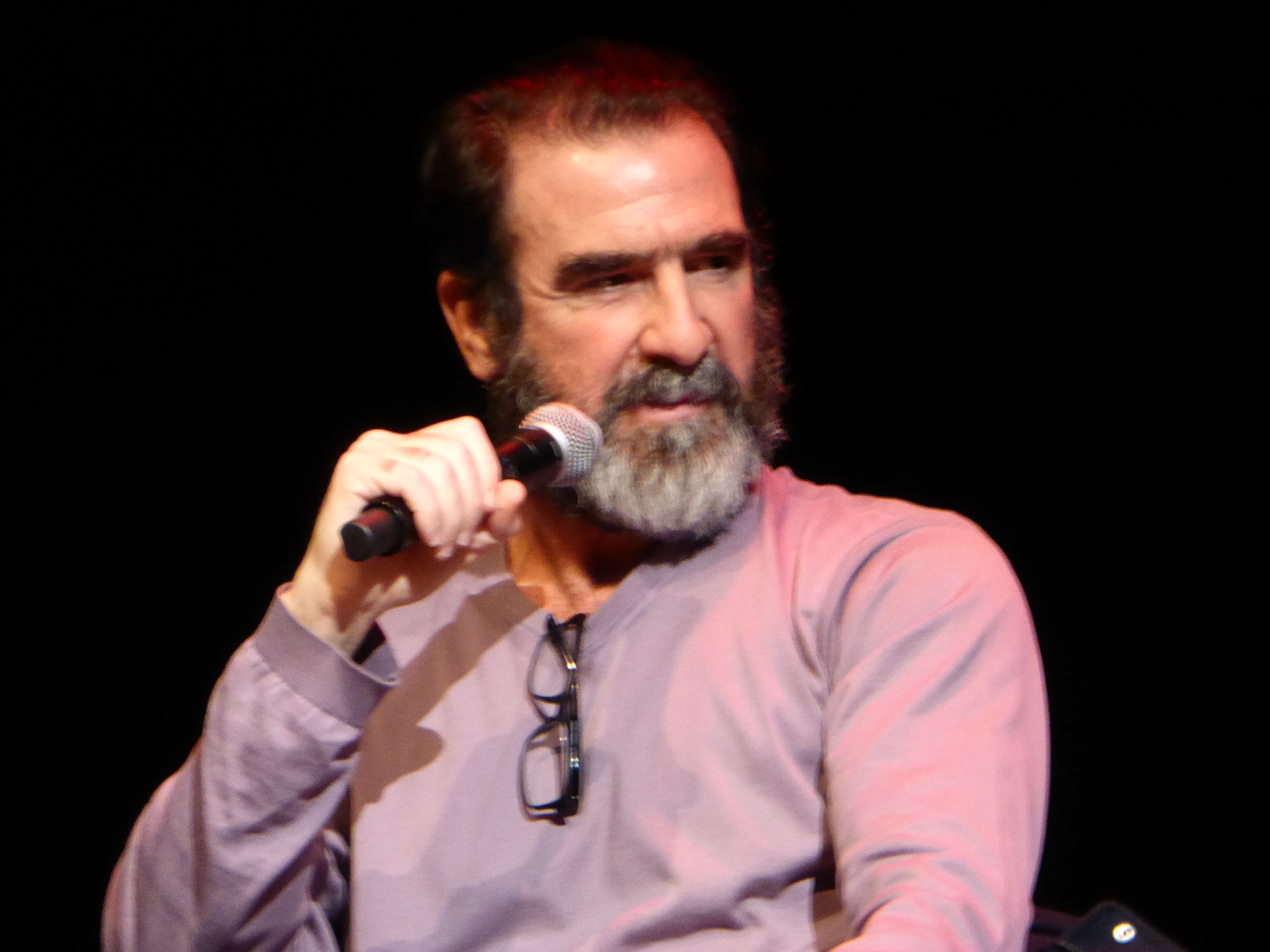
Éric Cantona in 2017

Aan het eind van het seizoen 1996/97 kondigde hij aan te stoppen met voetballen. Het seizoen 1994/95, dat hij grotendeels miste door zijn schorsing, bleek het enige seizoen waarin hij geen kampioen werd. Hij speelde zijn allerlaatste wedstrijd als profvoetballer op 16 mei 1997. Cantona maakte zijn opwachting op Highfield Road voor een testimonial ter ere van David Busst, een speler van Coventry City die een jaar eerder een dubbele open beenbreuk had opgelopen tegen het Manchester United van Cantona. Busst moest zijn carrière noodgedwongen beëindigen.
Cantona werd aanvoerder van het Frans nationaal strandvoetbalelftal. Ook gooide hij zich op het acteren: hij speelde in een aantal films en in diverse reclames. Tegenwoordig is Cantona ambassadeur van Joga Bonito. Joga Bonito betekent letterlijk vertaald "speel mooi!" en is een vorm van voetbal waarin men zo mooi mogelijk probeert te voetballen door middel van trucjes en schijnbewegingen. Ander boegbeeld van Joga Bonito is Ronaldinho. Cantona is ook presentator van Joga TV.
In 2009 speelde Cantona een van de twee hoofdrollen in de speelfilm Looking for Eric van de Britse regisseur Ken Loach. Cantona schiet daarin een depressieve postbode te hulp. Cantona speelt in de film zichzelf, en heeft aangekondigd meer te willen acteren.
Cantona maakte op 29 augustus 2019 een spectaculaire comeback in de voetbalwereld met een gastoptreden bij de loting van de UEFA Champions League 2019/20, die werd gehouden in Monaco. Cantona gaf een metaforische en bizarre speech, William Shakespeare's Koning Lear citerend. Cantona leek met zijn speech een penibele wereldsituatie aan te kaarten. Cantona sloot af met de woorden; "I love football".
Liam Gallagher - Once (Official video feat. Eric Cantona)

#### Oproep voor bankrun
In oktober 2010 heeft Éric Cantona opgeroepen om een bankrun te laten plaatsvinden op 7 december van datzelfde jaar. Deze mislukte.

#### New York Cosmos
Op 18 januari 2011 werd bekend dat Éric Cantona zou terugkeren in de voetballerij. Als director of soccer van New York Cosmos moest hij ervoor zorgen dat er een competitief team zou staan dat weer een rol in de Noord-Amerikaanse competitie zou spelen. Hij vervulde deze rol tot en met november 2012. Eerder, in 2010, werd bekend dat de 'Cosmos' terug zou keren. Pelé was president van deze club.

## Overzicht

### Interlanddoelpunten
| Interlanddoelpunten | Interlanddoelpunten | Interlanddoelpunten | Interlanddoelpunten                        | Interlanddoelpunten | Interlanddoelpunten | Interlanddoelpunten | Interlanddoelpunten |
| #                   | Datum               | Locatie             | Wedstrijd                                  | Goal(s)             | Score               | Uitslag             | Wedstrijd           |
| ------------------- | ------------------- | ------------------- | ------------------------------------------ | ------------------- | ------------------- | ------------------- | ------------------- |
| 1                   | 12/08/1987          | West-Berlijn        | West-Duitsland – Frankrijk                 | 42'                 | 2 – 1               | 2 – 1               | Oefenduel           |
| 2                   | 16/08/1989          | Malmö               | Zweden – Frankrijk                         | 57'                 | 1 – 1               | 2 – 4               | Oefenduel           |
| 3                   | 16/08/1989          | Malmö               | Zweden – Frankrijk                         | 87'                 | 2 – 4               | 2 – 4               | Oefenduel           |
| 4                   | 11/10/1989          | Parijs              | Frankrijk – Schotland                      | 63'                 | 2 – 0               | 3 – 0               | WK-kwalificatie     |
| 5                   | 24/01/1990          | Koeweit-Stad        | Duitse Democratische Republiek – Frankrijk | 1'                  | 0 – 1               | 0 – 3               | Oefenduel           |
| 6                   | 24/01/1990          | Koeweit-Stad        | Duitse Democratische Republiek – Frankrijk | 24'                 | 0 – 2               | 0 – 3               | Oefenduel           |
| 7                   | 28/02/1990          | Montpellier         | Frankrijk – West-Duitsland                 | 82'                 | 2 – 1               | 2 – 1               | Oefenduel           |
| 8                   | 28/03/1990          | Boedapest           | Hongarije – Frankrijk                      | 27'                 | 0 – 1               | 1 – 3               | Oefenduel           |
| 9                   | 28/03/1990          | Boedapest           | Hongarije – Frankrijk                      | 67'                 | 1 – 2               | 1 – 3               | Oefenduel           |
| 10                  | 05/09/1990          | Reykjavík           | IJsland – Frankrijk                        | 76'                 | 0 – 2               | 1 – 2               | EK-kwalificatie     |
| 11                  | 20/11/1990          | Parijs              | Frankrijk – IJsland                        | 59'                 | 2 – 0               | 3 – 1               | EK-kwalificatie     |
| 12                  | 20/11/1990          | Parijs              | Frankrijk – IJsland                        | 68'                 | 3 – 0               | 3 – 1               | EK-kwalificatie     |
| 13                  | 14/10/1992          | Parijs              | Frankrijk – Oostenrijk                     | 77'                 | 2 – 0               | 2 – 0               | WK-kwalificatie     |
| 14                  | 14/11/1992          | Parijs              | Frankrijk – Finland                        | 31'                 | 2 – 0               | 2 – 1               | WK-kwalificatie     |
| 15                  | 17/02/1993          | Tel Aviv            | Israël – Frankrijk                         | 27'                 | 0 – 1               | 0 – 4               | WK-kwalificatie     |
| 16                  | 28/04/1993          | Parijs              | Frankrijk – Zweden                         | 43'                 | 1 – 1               | 2 – 1               | WK-kwalificatie     |
| 17                  | 28/04/1993          | Parijs              | Frankrijk – Zweden                         | 82'                 | 2 – 1               | 2 – 1               | WK-kwalificatie     |
| 18                  | 28/07/1993          | Caen                | Frankrijk – Rusland                        | 20'                 | 2 – 0               | 3 – 1               | Oefenduel           |
| 19                  | 17/11/1993          | Parijs              | Frankrijk – Bulgarije                      | 32'                 | 1 – 0               | 1 – 2               | WK-kwalificatie     |
| 20                  | 26/05/1994          | Kobe                | Australië – Frankrijk                      | 43'                 | 0 – 1               | 0 – 1               | Kirin Cup           |

### Clubstatistieken
| Seizoen | Club                | Duels | Goals | Competitie                     |
| ------- | ------------------- | ----- | ----- | ------------------------------ |
| 1981-85 | AJ Auxerre          | 14    | 2     | Division 1                     |
| 1985-86 | FC Martigues        | 15    | 4     | Division 2                     |
| 1986/88 | AJ Auxerre          | 68    | 21    | Division 1                     |
| 1988/89 | Olympique Marseille | 22    | 5     | Division 1                     |
|         | Girondins Bordeaux  | 11    | 6     | Division 1                     |
| 1989/90 | Montpellier HSC     | 33    | 10    | Division 1                     |
| 1990/91 | Olympique Marseille | 18    | 8     | Division 1                     |
| 1991/91 | Olympique Nîmes     | 17    | 2     | Division 1                     |
| 1992    | Leeds United        | 28    | 9     | Football League First Division |
| 1992-97 | Manchester United   | 143   | 84    | Premier League                 |
| Totaal  | Totaal              | 369   | 131   |                                |

## Erelijst
Als speler
 AJ Auxerre
- Coppa delle Alpi: 1987

 Olympique Marseille
- Coupe de France: 1988/89
- Division 1: 1990/91

 Montpellier HSC
- Coupe de France: 1989/90

 Leeds United
- Football League First Division: 1991/92
- FA Charity Shield: 1992

 Manchester United
- Premier League: 1992/93, 1993/94, 1995/96, 1996/97
- FA Cup: 1993/94, 1995/96
- FA Charity Shield: 1993, 1994, 1996

 Frankrijk onder 21
- UEFA Europees kampioenschap onder 21: 1988

 Frankrijk (strandvoetbal)
- Euro Beach Soccer League: 2004
- FIFA WK strandvoetbal: 2005

Individueel
- Division 1 Nieuwkomer van het Jaar: 1987
- Ballon d'Or: derde plaats in 1993
- Premier League Meeste Assists: 1992/93, 1996/97
- BBC Sportdoelpunt van de Maand: februari 1994, december 1996
- PFA Premier League Team van het Jaar: 1993/94
- PFA Players' Speler van het Jaar: 1993/94
- FWA Voetballer van het Jaar: 1995/96
- Premier League Speler van de Maand: maart 1996
- Sir Matt Busby Speler van het Jaar: 1993/94, 1995/96
- Onze d'Or: 1996
- ESM Team van het Jaar: 1995/96
- Premier League Tien Seizoenen-prijs (1992/93 tot 2001/02)
  - Overzees en Algemeen Team van het Decennium
  - Overzees Speler van het Decennium
- Toegevoegd aan de English Football Hall of Fame: 2002
- UEFA Golden Jubilee Poll: plek 42
- FIFA 100: 2004
- PFA Team van de Eeuw (1907–2007)
  - Team van de Eeuw (1997–2007)
  - Algemeen Team van de Eeuw
- Football League 100 Legends
- Golden Foot Legends Award: 2012
- Frans Speler van de Eeuw: plek 10
- UEFA President's Award: 2019

## Filmografie
Als acteur speelde Éric Cantona onder andere in:

## Trivia
- In juli 2008 werd het skistadion van het Franse Tignes naar Cantona vernoemd.
- In de film 'Looking for Eric' (2009), van de Britse regisseur Ken Loach, speelt Cantona zichzelf.
- Hij speelt zichzelf in een reclame van L'Oréal Paris in 2010.